# Ursari

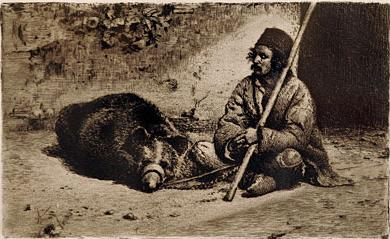

Ursari è una tribù appartenente all'etnia dei Rom. Vivono in Romania e in Moldavia. Il nome viene dal romeno per orso, urs. Per secoli portavano un orso al guinzaglio intrattenendo la gente e raccogliendo elemosine. A volte invece che l'orso, portavano scimmie.